# Robert Gallinowski
Robert Gallinowski (* 3. Oktober 1969 in Aachen; † 25. März 2023 in Berlin) war ein deutscher Schauspieler, Hörspielsprecher, Maler und Lyriker.

## Leben und Werk

### Theater und Fernsehen
Robert Gallinowski wuchs in Aachen auf und besuchte von 1990 bis 1993 die Hochschule für Schauspielkunst „Ernst Busch“ in Berlin. Zusätzlich nahm er privaten Schauspielunterricht bei Angela Winkler. 1992 debütierte Gallinowski am Deutschen Theater in Berlin, von 1993 bis 1996 hatte er ein Festengagement am Theater Bonn, bevor er ans Hamburger Schauspielhaus ging. Weitere Stationen seiner Bühnenlaufbahn waren das Bayerische Staatsschauspiel in München sowie das Berliner Ensemble und die dortige Volksbühne. Ferner wirkte Gallinowski 2009 bei den Bad Hersfelder Festspielen mit.
Ab 1993 war Gallinowski umfangreich für Film und Fernsehen tätig. Erstmals sah man ihn in der Folge Tod im Kraftwerk aus der Reihe Polizeiruf 110. Es folgten zahlreiche weitere Rollen, vor allem in Serien wie Balko, Wolffs Revier, Bella Block oder Wilsberg. Im Polizeiruf 110 sah man ihn noch in drei weiteren Folgen, im Tatort wirkte er in 13 Episoden mit. Ab 2009 spielte er in acht Folgen von Der Dicke als Hauptkommissar Ole Hansen, eine Rolle, die er ab 2015 auch in der Nachfolgeserie Die Kanzlei bekleidete.
Gallinowski arbeitete auch als Sprecher in Hörspielen, so beispielsweise in Die Nacht der Raben nach dem gleichnamigen Roman von Ann Cleeves (Regie: Mark Ginzler), Außen und Innen von Rhiannon Tise oder Tod im Namen Gottes von Irene Geuer und Paul Elmar Jöris.

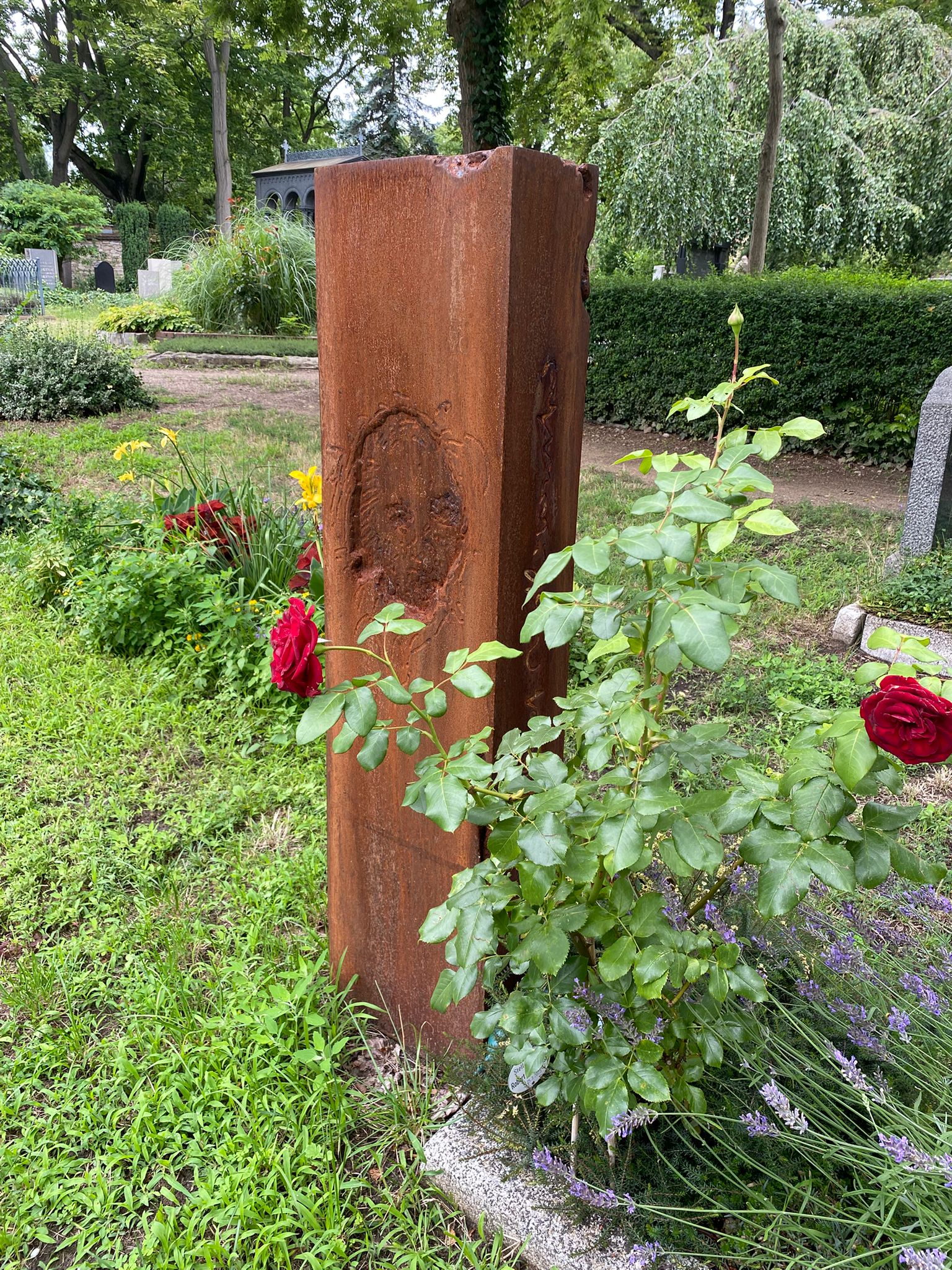
Grabstätte auf dem Französischen Friedhof

### Malerei
Gallinowski bezeichnete sich als Autodidakt in Sachen Bildende Kunst und beschrieb sich als „chaotischen Konstruktivisten“ und den Stil seiner Bilder als „selbstregulierten Konstruktivismus“. Zu seinen Vorbildern zählte er u. a. Kasimir Malewitsch, Piet Mondrian, Robert Mangold und Blinky Palermo. Seine häufig großformatigen Gemälde werden von verschieden breiten, nebeneinanderstehenden Farbflächen beherrscht. Gallinowski beschäftigte sich in diesem Zusammenhang mit asiatischer Kultur, die in seinen Werken Ausdruck findet.
Erstmals ging Gallinowski 1988 in Aachen mit seinen Werken an die Öffentlichkeit. Weitere Ausstellungen, darunter auch Dauerausstellungen, folgten in Berlin, Wolfsburg und Weimar. 2010 war er an der Aachener Kunstroute beteiligt. Zu seinen Werken sind zwei Kataloge erschienen.

### Lyrik
Einen großen Raum in Gallinowskis Schaffen nahm auch das Schreiben von Gedichten ein. Von der Lyrikerin und Schriftstellerin Kerstin Hensel ermutigt, veröffentlichte er 2012 einen Gedichtband unter dem Titel Zwischen Herz und Schlag in einer limitierten Auflage von 200 Exemplaren. Außerdem stellte er seine Gedichte in Lesungen vor. Die letzte Lesung der Gedichte von Gallinowski fand am 10. Februar 2023 in Projektraum von Peter Lindenberg am Kurfürstendamm 210 statt.

### Privates
Robert Gallinowski war bis 2016 mit seiner Schauspielkollegin Dagmar Manzel verheiratet. Er wohnte in Berlin. Gallinowski starb überraschend am 25. März 2023 im Alter von 53 Jahren. Seine Grabstätte befindet sich auf dem Französischen Friedhof. 

## Filmografie (Auswahl)
- 1993: Polizeiruf 110 – Tod im Kraftwerk
- 1995: Kissenschlacht
- 1995: Balko – Keine müde Mark
- 1998: Hundert Jahre Brecht
- 2001: Null Uhr 12
- 2003: Wolffs Revier – Die Montagsgruppe
- 2003: Hans Christian Andersen: My Life as a Fairy Tale
- 2004: Einmal Bulle, immer Bulle (zwei Folgen)
- 2004: SK Kölsch – Verlorene Herzen
- 2005: Bella Block: Die Frau des Teppichlegers
- 2005: Polizeiruf 110 – Vorwärts wie rückwärts
- 2006: Ein starkes Team – Dunkle Schatten
- 2007: KDD – Kriminaldauerdienst – Unter Druck
- 2007: Alarm für Cobra 11 – Die Autobahnpolizei – In bester Absicht
- 2007: Doppelter Einsatz – Belinda No. 5
- 2007: Tatort – Racheengel
- 2008: SOKO Köln – Mörder an Bord
- 2008: Schimanski – Schicht im Schacht
- 2008: Mordgeständnis
- 2008: Im Namen des Gesetzes – Böses Erwachen
- 2008: Kommissarin Lucas – Der schwarze Mann
- 2009–2012: Der Dicke (acht Folgen)
- 2009: Ein Fall für zwei – Erben gesucht
- 2009: Polizeiruf 110 – Fehlschuss
- 2010: Westflug – Entführung aus Liebe
- 2011: Der Preis
- 2011: Flemming – Die Stufen der Lust
- 2011: Großstadtrevier – Frohe Weihnachten, Dirk Matthies
- 2011: Tatort – Stille Wasser
- 2011: Ein mörderisches Geschäft
- 2011: Tatort – Keine Polizei
- 2012: Kommissar Stolberg – Blutsbrüder
- 2012: Wilsberg: Die Bielefeld-Verschwörung
- 2012: Tatort – Wegwerfmädchen
- 2012: Tod einer Brieftaube
- 2012: Tatort – Das goldene Band
- 2013: VERBRECHEN nach Ferdinand von Schirach – Grün
- 2013: Mord nach Zahlen
- 2013: Der Alte – Blutiger Asphalt
- 2013: Unter anderen Umständen – Der Mörder unter uns
- 2014: Der Kriminalist – Tod im Paradies
- 2014: SOKO Stuttgart – Harte Mädchen
- 2014: SOKO Köln – Flucht in den Tod
- 2014: SOKO Leipzig – Allein gegen die Mafia
- 2014: Bornholmer Straße
- 2015: In aller Freundschaft – Zwei Leben
- 2015: Nackt unter Wölfen
- 2015: Tatort – Freddy tanzt
- 2015: Tatort – Das Muli
- 2015: Donna Leon – Tierische Profite
- 2015: Polizeiruf 110 – Grenzgänger
- 2015–2023: Die Kanzlei
- 2015: Tatort – Ätzend
- 2016: Der Bozen-Krimi: Das fünfte Gebot
- 2016: Tatort – Wir – Ihr – Sie
- 2016: Alarm für Cobra 11 – Die Autobahnpolizei – Die Chefin
- 2016: Tatort – Dunkelfeld
- 2016: Heldt – Affentheater
- 2016: Schwarzach 23 und die Jagd nach dem Mordsfinger
- 2017: Back for Good
- 2017: Tatort – Level X
- 2018: Tatort – Tod und Spiele
- 2018: Dogs of Berlin
- 2019: Das Quartett – Der lange Schatten des Todes (als Tatverdächtiger Rolf Torberg)
- 2020: Tatort – Das fleißige Lieschen
- 2021: Ein starkes Team: Die letzte Runde
- 2022: Der Usedom-Krimi – Schneewittchen (Fernsehreihe)
- 2022: Love Addicts
- 2022: Kleo
- 2023: SOKO Leipzig – Ohnmächtig

## Hörspiele
- 2015: Beate Andres: Rolle rückwärts – Regie: Beate Andres (Hörspiel – DKultur)
- 2015: Franz Werfel: Die vierzig Tage des Musa Dagh – Regie: Kai Grehn (Hörspiel – SWR / HR / NDR / Der Hörverlag, ISBN 978-3-8445-1829-0)
- 2018: Liu Cixin: Der dunkle Wald. Trisolaris-Trilogie, Regie: Martin Zylka, (Hörspiel – WDR)[9]
- 2023: Kai Grehn: Die Causa Jeanne d'Arc – Regie: Kai Grehn (Hörspiel – SWR / RBB)

## Veröffentlichungen
- Passagen, Katalog mit Malerei und Grafik, Berlin 2010.
- Robert Gallinowski: Zwischen Herz und Schlag, Lyrische Gedichte, Verlag Die Libristen, Berlin 2012.
- Korrektur-Passagen, Katalog mit Malerei und Gedichten, Berlin 2012.

## Auszeichnungen
- 2009: Großer Hersfeld-Preis